# Herslev Kirke (Lejre Kommune)
 For alternative betydninger, se Herslev Kirke. (Se også artikler, som begynder med Herslev Kirke)
Herslev Kirke er en kirke i landsbyen Herslev i Herslev Sogn i Lejre Provsti (Roskilde Stift).
Herslev Kirke og Sogn ligger i Lejre Kommune.
Herslev Kirke er oprindelig opført af træ omkring 1050. Kirken er anlagt på et gammelt offersted fra middelalderen.
Kirken er udvidet flere gange. To kirkeskibe er tilføjet i 1400-tallet, derudover er der tilføjet et tårn og våbenhus i gotisk byggestil.
Kirken står i dag delvis i munkesten og i frådsten.

## Eksterne kilder og henvisninger
- Herslev Kirke hos KortTilKirken.dk
- Herslev Kirke i bogværket Danmarks Kirker (udg. af Nationalmuseet)

- Wikimedia Commons har flere filer relateret til Herslev Kirke (Lejre Kommune)